# Canthonella silphoides
Canthonella silphoides là một loài bọ cánh cứng trong họ Bọ hung (Scarabaeidae).